# Polysphincta petrorum
Polysphincta petrorum är en stekelart som beskrevs av Charles Thomas Brues 1910. Polysphincta petrorum ingår i släktet Polysphincta och familjen brokparasitsteklar. Inga underarter finns listade i Catalogue of Life.